# マルティン・ヴァーグナー (1968年生のサッカー選手)
マルティン・ヴァーグナー（Martin Wagner, 1966年2月28日 -）は、ドイツ・オッフェンブルク出身の元サッカー選手。現役時のポジションはサイドのMF、DF。引退後はエージェントをしている。

## 経歴
カイザースラウテルンで8シーズンプレーし、1995-96シーズンのポカール決勝、カールスルーエSC戦では直接FKで決勝点を奪い、優勝に貢献した。同シーズンにクラブは2部降格するも、翌シーズンには2部優勝を果たし、1997-98シーズン、2部から昇格したばかりであったが、自身は30試合で4ゴールを決めるなど、ブンデスリーガ1部優勝を成し遂げた。1998年以降は怪我を抱え、出場機会を減らし、1999-00シーズン限りでチームを離れ、2001年にヴォルフスブルクで引退した。
ドイツ代表には1992年12月のブラジル戦でデビュー、計6試合に出場した。1994年のワールドカップのメンバーに選出され、決勝トーナメント1回戦のベルギー戦、準々決勝のブルガリア戦の2試合で先発起用された。

## 代表歴

### 出場大会
- ドイツ代表
  - 1994 FIFAワールドカップ (ベスト8)

### 試合数
- 国際Aマッチ 6試合 0得点（1992年-1994年）[4]

| ドイツ代表 | 国際Aマッチ | 国際Aマッチ |
| 年         | 出場        | 得点        |
| ---------- | ----------- | ----------- |
| 1992       | 1           | 0           |
| 1993       | 0           | 0           |
| 1994       | 5           | 0           |
| 通算       | 6           | 0           |

## タイトル

### クラブ
カイザースラウテルン
- ブンデスリーガ : 1997–98
- ポカール : 1995-96
- ブンデスリーガ2 : 1996-97

### 個人
- キッカーベストイレブン : 1993-94